# Johann Theodor Vömel
Johann Theodor Vömel (* 6. Oktober 1791 in Hanau; † 8. April 1868 in Frankfurt am Main) war ein deutscher Altphilologe, lutherischer Theologe und Gymnasialdirektor.

## Leben
Theodor Vömel war der Sohn von Johann Georg Vömel, Lehrer an der altstädtischen Bürgerschule und Kantor an der Hospitalkirche in Hanau. Er absolvierte die Hohe Landesschule und wechselte Ostern 1809 an die Universität Heidelberg zum Studium der Philologie und Theologie. Durch seinen Lehrer Carl Daub empfohlen, wurde er zunächst Lehrer an der Knabenerziehungsanstalt von Friedrich Heinrich Christian Schwarz, im Sommer 1814 am Gymnasium in Wertheim. 1816 folgte er einem Ruf des Kurfürsten Wilhelm I. als Professor an das Gymnasium in Hanau.
Am 2. Januar 1819 wurde er Professor am Städtischen Gymnasium der Freien Stadt Frankfurt. 1821 rückte er zum Konrektor des Schulleiters Friedrich Christian Matthiä auf und wurde nach dessen Tod 1822 neuer Direktor des Gymnasiums. In diesem Amt blieb er über 30 Jahre, bis ihn der Senat der Stadt 1853 auf eigenen Antrag in den Ruhestand versetzte. Sein Nachfolger wurde Johannes Classen.
Vömel galt als gewissenhafter, wenngleich pedantischer und etwas kleinlicher Schulmeister, dessen Amtsführung als Direktor stets umstritten war. Seine lange Amtszeit wurde als Zeit der Stagnation in der Geschichte des Frankfurter Gymnasiums empfunden. Sein guter wissenschaftlicher Ruf gründete sich auf zahlreiche Veröffentlichungen. Darunter sind mehrere Schulbücher, wie ein Übungsbuch zum Übersetzen aus dem Deutschen in das Griechische (1817) und ein zugehöriges deutsch-griechisches Wörterbuch (1819). Vor allem aber beschäftigte er sich mit Demosthenes, dessen Reden gegen Philipp er in mehreren Bänden herausgab. Zahlreiche Beiträge zu grammatischen, textkritischen und geschichtlichen Themen verfasste er für die Schulprogramme des Gymnasiums.
Neben seiner Schultätigkeit war Vömel auch ordinierter lutherischer Pfarrer. Seit 1836 predigte er im Versorgungshaus des Wiesenhüttenstiftes. 1827 gab er eine Überarbeitung von Luthers Großem Katechismus unter dem Titel Christliches Lehr- und Erbauungsbuch heraus, das in mehreren Auflagen erschien. Auch für die Schulprogramme verfasste er mehrere theologische Abhandlungen. Seine historisch-kritische Übersetzung des Neuen Testaments lag bei seinem Tod als Manuskript vor.
Vömel war zweimal verheiratet. 1815 heiratete er Amalie Schwarz (1794–1834), eine Tochter von Friedrich Heinrich Christian Schwarz und Johanna Magdalena Margretha Jung (Tochter von Johann Heinrich Jung-Stilling). Das Ehepaar hatte 10 Kinder, von denen 7 ihren Vater überlebten.
Nach dem Tod Amalies heiratete er 1835 ihre jüngere Schwester Flora Schwarz (1805–1854), mit der er zwei Töchter hatte.
Sein Grab auf dem Frankfurter Hauptfriedhof wurde im Juni 2020 abgeräumt, weil das Grabkreuz nicht mehr standfest war.

### Ehrungen
1833 ernannte die Universität Marburg Vömel zum Magister der freien Künste und Ehrendoktor der Philosophie, 1848 die Universität Erlangen zum Ehrendoktor der Theologie. 1846 ermöglichte ihm ein Stipendium des preußischen Königs Friedrich Wilhelm IV. einen Forschungsaufenthalt an der französischen Nationalbibliothek. Für seine daraus entstandenen Demosthenes-Ausgaben erhielt er 1848 die goldene Medaille für Kunst und Wissenschaft verliehen. Im gleichen Jahr nahm ihn das Archäologische Institut in Rom als korrespondierendes Mitglied auf.

## Werke (Auswahl)
- Demostenis Philippicae orationes V, Frankfurt am Main 1829
- Philippica II, Frankfurt am Main 1832
- Demosthenis Opera rec. graece et latine, cum fragmentis nunc primum editis, 2 Bände, Paris, Didot, 1843–45
- Demostenis Contiones quae circumferuntur, graece et lat., Halle 1857
- Demosthenis Orationes contra Aeschinem de corona et de falsa legatione cum argumentis graece et latine, Leipzig 1862
- Demosthenis Oratio aversus Leptinem cum argumentis graece et latine, Leipzig 1866